# 颱風達維 (2005年)
颱風丹瑞（英語：Typhoon Damrey，國際編號：0518，聯合颱風警報中心：17W，菲律賓大氣地球物理和天文管理局：Labuyo）為2005年太平洋颱風季第十八個被命名的風暴。「丹瑞」一名由柬埔寨提供，意思為大象。

## 發展過程
9月21日清晨於碧瑤東北偏東約310公里的太平洋上發展成為一個熱帶低氣壓，並向西北移動。同日早上它增強為一熱帶風暴，然後掠過卡加延省聖安娜。次日達維於南海轉向偏西路徑移動，大致趨向海南島。它在橫過南海北部期間，逐漸增強成為一個颱風。達維於9月26日於海南省萬寧市山根鎮登陸，翌日在越南清化省廣昌縣登陸。達維最終於9月28日在緬甸消散。

## 影响

### 中国
- 受台风达维登陆的影响，广东省内游海岛线9月24日起全部停团。
- 受台风达维影响，粤海铁路客运全线停运。
- 因受台风达维影响，琼州海峡全线封航。
- 受即将登陆的台风达维影响，9月25日下午7：40分开始，海口美兰国际机场67个航班被迫取消，受影响乘客达5000多人。已有3个飞往海口的航班备降到南宁吴圩国际机场。三亚凤凰国际机场取消了全部进出港的航班。
- 台风达维登陆海南省之前，海南省临高县部分地区海水暴涨，马袅乡两个村庄被海水淹没。
- 海南至少已有13人在台风中丧生。
- 9月26日清晨1时左右，台风达维风力的不断加强对海南电力设施造成了严重破坏，引发了部分电厂连续跳机解列，最终系统全部瓦解，导致罕见的全省范围大面积停电。
- 受台风达维影响，广东徐闻9月26日遭受了60年来罕见的风暴潮袭击。
- 文昌市有3艘渔船沉没。

### 香港
當地發出之最高熱帶氣旋警告信號： 三號強風信號
天文台在9月22日上午10時40分發出一號戒備信號，當時達維集結在香港之東南偏東約710公里。當日香港天晴酷熱。由於達維移速較慢，翌日香港的天氣仍未有明顯變化。天文台總部於9月23日下午3時及4時錄得最低每小時海平面氣壓1002.7百帕斯卡。
丹瑞在9月24日早上8時最接近香港，在香港之東南偏南約290公里掠過。由於丹瑞已經到達最接近香港位置，加上香港風勢開始增強，天文台在早上8時40分發出三號強風信號，當時丹瑞集結在香港之東南偏南約290公里，繼續最接近香港。隨後香港風勢顯著加強，廣泛地區受強風影響超過2日，離岸及高地吹烈風；天氣亦明顯轉壞，有狂風驟雨。由於丹瑞未有加速移動，並持續增強，9月25日香港風力仍然強烈，天氣仍然惡劣，有狂風大雨。 （页面存档备份，存于）這次亦是香港迪士尼乐园开幕后首度遭遇風暴襲港，近半游乐项目关闭。
丹瑞登陸海南並逐漸遠離，天文台在9月26日早上8時20分直接取消所有熱帶氣旋警告信號；但由於香港風勢仍然強勁，天文台隨後需發出強烈季候風信號。

### 澳門
當地懸掛最高熱帶氣旋警告信號：  三號風球
氣象站瞬間最低氣壓：989.7 hPa（9月24日下午4時18分）
風暴中心與澳門之最近距離：澳門東南偏南約290公里（9月24日下午4時）
2005年9月22日在颱風達維進入南海北部後，澳門地球物理暨氣象局於中午12時懸掛一號風球，同日下午2時集結於澳門東南偏東約750公里處。9月24日下午5時，由於達維增強為一颱風，並集結於澳門東南偏南約300公里處，下午6時40分改掛三號風球。26日上午，由於達維已在澳門以南約300公里掠過，並一直以西推進登陸海南省，於上午10時除下所有風球。
9月25日友誼大橋北峰、西灣大橋一小時平均風力分別錄得65.9及64.8 km/h，西灣大橋最高陣風更一度高達 106.6km/h。

#### 雨量
| 站名稱         | 懸掛颱風信號期間之總雨量(毫米) |
| -------------- | ------------------------------ |
| 大潭山         | 39.8                           |
| 友誼大穚(南)   |                                |
| 大砲台山       | 29.4                           |
| 孫逸仙紀念公園 | 37.6                           |
| 路環分站       | 56.4                           |
| 九澳           | 34.4                           |
| 污水處理廠     | 35.4                           |
| 西灣大橋       |                                |

### 越南
- 约20万越南沿海省份居民被紧急疏散，以躲避台风达维的袭击。

## 熱帶氣旋信號使用記錄

### 台灣
| 交通部中央氣象局 颱風警報 | 交通部中央氣象局 颱風警報 | 交通部中央氣象局 颱風警報 |
| ------------------------- | ------------------------- | ------------------------- |
| 上一熱帶氣旋              | 海上颱風警報              | 下一熱帶氣旋              |
| 中度颱風卡努              | 海上颱風警報              | 強烈颱風龍王              |

### 香港
| 香港天文台 熱帶氣旋警告信號 | 香港天文台 熱帶氣旋警告信號 | 香港天文台 熱帶氣旋警告信號 |
| --------------------------- | --------------------------- | --------------------------- |
| 上一熱帶氣旋                | 一號戒備信號                | 下一熱帶氣旋                |
| 熱帶風暴韋森特              | 一號戒備信號                | 超強颱風珍珠                |
| 熱帶風暴圓規                | 三號強風信號                | 超強颱風珍珠                |

### 澳門
| 地球物理暨氣象局 熱帶氣旋信號 | 地球物理暨氣象局 熱帶氣旋信號 | 地球物理暨氣象局 熱帶氣旋信號 |
| ----------------------------- | ----------------------------- | ----------------------------- |
| 上一熱帶氣旋                  | 一號風球                      | 下一熱帶氣旋                  |
| 熱帶風暴韋森特                | 一號風球                      | 颱風珍珠                      |
| 熱帶風暴圓規                  | 三號風球                      | 颱風珍珠                      |

## 外部連結
- （日語）http://www.jma.go.jp/ （页面存档备份，存于） 日本氣象廳首頁
- （英文）http://www.usno.navy.mil/JTWC/ （页面存档备份，存于） 聯合颱風警報中心首頁
- （简体中文）https://web.archive.org/web/20120928121548/http://www.nmc.gov.cn/ 中央氣象台首頁
- （繁體中文）http://www.cwb.gov.tw/ （页面存档备份，存于） 中央氣象局首頁
- （繁體中文）http://www.hko.gov.hk/ （页面存档备份，存于） 香港天文台首頁
- （繁體中文）http://www.smg.gov.mo/ （页面存档备份，存于） 澳門地球物理暨氣象局首頁